# رنگ الماس
رنگ الماس (انگلیسی: Diamond color) خالص به لحاظ شیمیایی و بدون عیب از نظر ساختاری شفاف است و هیچ پرده رنگ یا رنگی ندارد. هرچند در واقعیت هیچ الماس طبیعی در اندازه جواهری مطلقاً کامل و بدون عیب نیست. رنگ الماس متأثر از ناخالصی‌های شیمیایی یا عیوب ساختاری در ساختار بلوری آن است. بسته به پرده رنگ و شدت رنگ الماس، رنگ الماس می‌تواند باعث کاهش یا افزایش بهای آن شود. برای مثال، بیشتر الماس‌های سفید وقتی پرده رنگ زرد قابل تشخیص باشد ارزان هستند، در حالیکه الماس‌های صورتی و آبی سیر (مانند الماس امید) می‌توانند بسیار گران‌قیمت باشند. در کل الماس‌های قرمز کمیاب‌ترین هستند. هرم امید آرورا مجموعه‌ای تماشایی از الماس‌های طبیعی رنگی است که شامل الماس قرمز نیز می‌باشد.

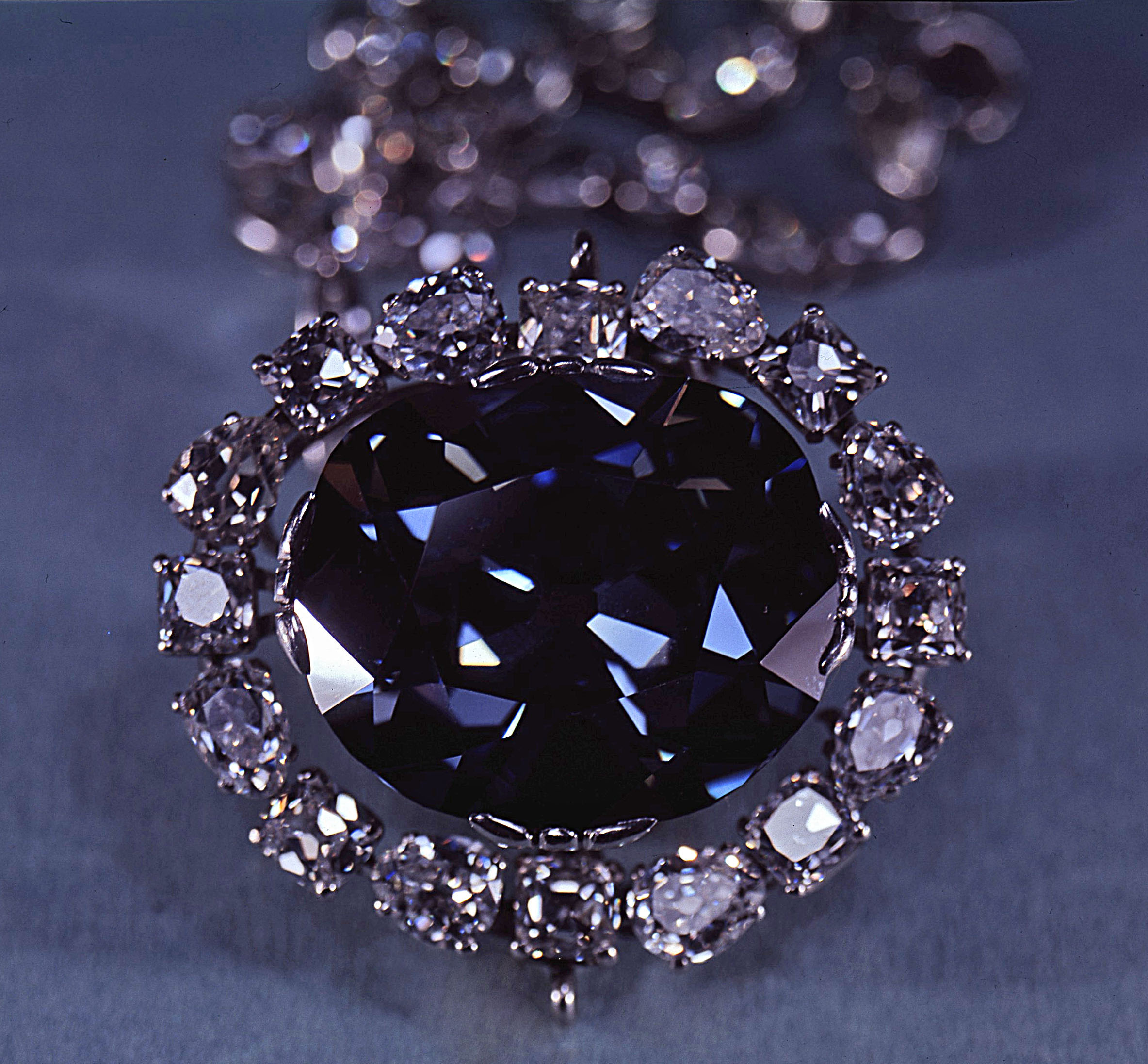
الماس امید- ۴۵قیراط- آبی سیر

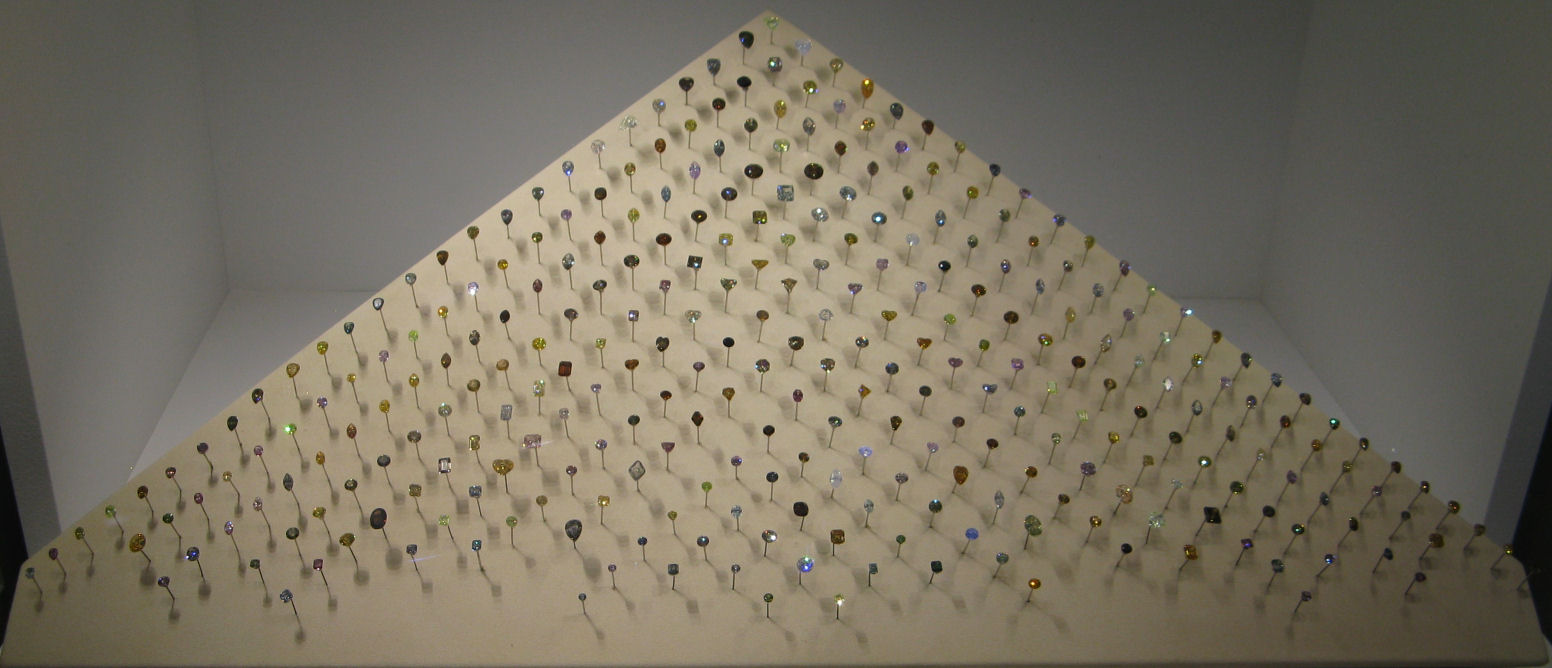
مجموعه آرورا

## رنگهای ممکن
الماس‌ها رنگ‌های گوناگون دارند- خاکستری فلزی، سفید، آبی، زرد، نارنجی، قرمز، سبز، صورتی تا ارغوانی، قهوه‌ای و سیاه. رنگ الماس از ناخالصی شیمیایی یا عیوب ساختاری آن ناشی می‌شود و الماس‌های خالص کاملاً شفاف و بیرنگ هستند. الماس‌ها از نظر علمی در دو گروه عمده و چندین زیرگروه دسته‌بندی می‌شوند، بسته به نوع ناخالصی آن‌ها و چگونگی اثر این ناخالصی بر جذب نور الماس:
گروه (I) اتم‌های نیتروژن به عنوان ناخالصی حضور دارند، عمدتاً با غلظت ۰٫۱٪. اگر اتم‌های نیتروژن جفتی باشند تأثیری بر رنگ الماس ندارند، این الماس‌ها نوع (IaA) هستند.اگر اتم‌های نیتروژن در تعداد زیاد گرد هم بیایند یک ته‌رنگ زرد تا قهوه‌ای را به الماس می‌دهند، نوع (IaB). حدود ۹۸٪ الماس‌های جواهری از نوع (Ia) هستند که در واقع ترکیبی است از (IaA) و (IaB). این الماس‌ها متعلق به سری دماغه هستند، این نامگذاری به این دلیل است که عمده ذخایر معادن غنی ایالت دماغه آفریقای جنوبی از نوع (Ia) هستند. اگر نیتروژن به صورت تکی (نه جفت و نه گروه) در ساختار بلوری پراکنده شوند به الماس ته‌رنگ زرد پررنگ و ندرتاً قهوه‌ای می‌دهند، نوع (Ib)الماس‌های کمیاب قناری که فقط حدود ۰٫۱٪ الماس‌های طبیعی را تشکیل می‌دهند به این گروه تعلق دارند. الماس‌های مصنوعی حاوی نیتروژن نوع (Ib) هستند. الماس‌های نوع (I) در هر دو ناحیه فروسرخ و فرابنفش جذب نور دارند، از طول موج ۳۲۰ نانومتر. آن‌ها همچنان ویژگی فلورسنس و طیف جذب نور مرئی دارند.
الماس‌های نوع (II) ناخالصی نیتروژن قابل اندازه‌گیری ندارند. آن‌ها در نواحی مختلف فروسرخ جذب دارند و فرابنفش کمتر از ۲۲۵ نانومتر را عبور می‌دهند، بر خلاف گروه (I). آن‌ها همچنین ویژگی‌های فلورسنس متفاوتی دارند ولی طیف جذبی مرئی مشخصی ندارند. الماس‌های نوع (II) می‌توانند صورتی، قرمز یا قهوه‌ای باشند، بسته به نامرتبی‌های ساختاری که در تغییر شکل پلاستیک هنگام رشد بلور به وجود می ایند، این الماس‌ها نادر هستند (۱٫۸٪ از الماس‌های طبیعی) ولی درصد عمده‌ای از تولید استرالیا را در بر می‌گیرند. الماس‌های نوع (IIb) که حدود 0.1% الماس‌های جواهری را تشکیل می‌دهند بخاطر بور پراکنده در شبکه بلوریشان اغلب آبی روشن هستند، این الماس‌ها بر خلاف دیگر انواع نیم‌رسانا هستند. هرچند رنگ آبی-خاکستری ممکن است در الماس‌های (Ia) و بدون ارتباط با بور اتفاق بیفتد. همچنین الماس سبز رنگ محدود به نوع خاصی نیست چون رنگ سبز از مراکز رنگ GR1 شبکه بلوری ناشی می‌شود که به دلیل در معرض مقادیر متغیر پرتو قرار گرفتن به وجود آمده‌اند.
صورتی و قرمز بخاطر تغییر شکل پلاستیک شبکه بلوری به دلیل دما و فشار هستند. الماس‌های سیاه به دلیل آخالهای میکروسکوپی سیاه یا خاکستری مواد دیگر مانند گرافیت یا سولفیدها و/یا شکست‌های میکروسکوپی هستند. الماس‌های سفید مات نیز به علت آخال‌های میکروسکوپی هستند.

## درجه‌بندی الماسهای سفید
عمده الماس‌های معدنی زرد یا قهوه‌ای کمرنگ هستند که تحت عنوان محدوده رنگ عادی هستند. الماسهایی با رنگ‌هایی مثل زرد یا قهوه‌ای سیر یا دیگر رنگ‌ها را الماس‌های رنگ تجملی می‌نامند. الماس‌های با خلوص بالا کاملاً بیرنگ هستند و سفید براق دیده می‌شوند. رنگ الماس یکی از چهار فاکتور مؤثر در ارزیابی آن است.

### تاریخچه درجه بندی رنگ
سندیکای الماس لندن درجه بندی رنگ را به عنوان یک مرحله در ردیف کردن برای فروش الماس‌های خام ارائه کرد.
با توسعه تجارت الماس، درجه بندی‌های اولیه توسط موسسات مختلف ارائه شد. بخاطر عدم همکاری این موسسات سامانه‌های درجه بندی اولیه فاقد واژه نامه استاندارد و یکنواخت بودند. بعضی ازین مقیاس‌های اولیه عبارتند از: I,II,III; A,AA,AAA; A,B،C . اصطلاح‌های زیادی برای شرح دادن رنگ‌های خاص الماس بوجو آمد، مانند: گلکنده، رودخانه، دماغه، سفید آبی، آبی گوهری

### درجه بندی محدودهرنگ عادی
طبق روش‌های درجه بندی استفاده شده توسط آزمایشگاه‌های معتبر بین‌المللی (مانند GIA و IGI)، محدوده مقیاس از D که کاملاً بیرنگ است تا Z که زرد یا قهوه‌ای کمرنگ است گسترده شده‌است. الماس‌های قهوه‌ای تیره تر از رنگ K معمولاً با یک حرف درجه و یک عبارت توصیفی شرح داده می‌شوند، مثل M قهوه‌ای رنگ پریده. الماس‌های با عمق رنگ بیشتر از Z در محدوده رنگ تجملی قرار می‌گیرند.
درجه بندی الماس با مقایسه رنگ آن با یک سنگ مرجع صورت می‌گیرد. هر سنگ مرجع باید کمترین مقدار رنگ آن درجه را داشته باشد. این مقایسه باید در زیر نور معادل روشنایی روز انجام شود.

### درجه بندی الماسهایرنگ تجملی
الماس‌های با رنگ بیشتر از Z که رنگ‌هایی غیر از زرد یا قهوه‌ای دارند در محدوده رنگ تجملی قرار می‌گیرند. این سنگ‌ها با سیستم دیگری که نه فقط حضور رنگ بلکه ویژگی‌های آن را نشان می‌دهد درجه بندی می‌شوند. این سیستم بیشتر از آنکه شبیه سیستم الماس‌های سفید باشد شبیه سیستمی است که برای درجه بندی دیگر گوهرهای رنگی مانند یاقوت سرخ، یاقوت کبود یا زمرد استفاده می‌شود.

#### درجه بندی الماسهای رنگی
رنگ‌های الماس غلیظ تر ازین مقیاس به عنوان رنگهای تجملی شناخته می‌شوند. هر سایه نور غیر از رنگ زرد روشن یا قهوه‌ای روشن به صورت خودکار خارج ازین مقیاس قرار می‌گیرد. برای مثال یک الماس آبی کمرنگ درجه رنگ "K"، "N" یا "S" را نخواهد گرفت، بلکه درجه آبی رنگ پریده، آبی خیلی روشن یا آبی روشن را خواهد گرفت. آزمایشگاه‌ها یک لیست شامل 27 پرده رنگ که کل طیف را در بر می‌گیرد برای الماس‌ها و گوهرهای رنگی استفاده می‌کنند (قرمز، قرمز مایل به نارنجی، نارنجی مایل به قرمز، نارنجی، نارنجی مایل به زرد،.....بنفش، بنفش مایل به قرمز، قرمز-ارغوانی،ارغوانی-قرمز،ارغوانی-قرمز، قرمز مایل به ارغوانی). برای الماسهایی که پرده رنگ خالص ندارند رنگ‌های ترکیبی می‌تواند به این مجموعه اضافه شود، مانند زیتونی یا قهوه ای- زیتونی. به علاوه رنگ‌های زیر را می‌توان برای الماس‌ها بکار برد: سفید (برای شیریها)، سیاه (برای ماتها)، خاکستری، صورتی و قهوه ای. غلظت این پرده رنگ‌ها با استفاده از عبارت توصیفی زیر بیان می‌شود: رنگ پریده، خیلی روشن، روشن،...، سیر. عبارتهای شامپاین، کنیاک و قهوه برای توصیف گونه‌های مختلف الماس‌های قهوه‌ای رنگ استفاده می‌شود.